# Aleuroclava kanyakumariensis
Aleuroclava kanyakumariensis là một loài côn trùng cánh nửa trong họ Aleyrodidae, phân họ Aleyrodinae.
Aleuroclava kanyakumariensis được Sundararaj & David miêu tả khoa học đầu tiên năm 1993.